# Vladislav Tretiak

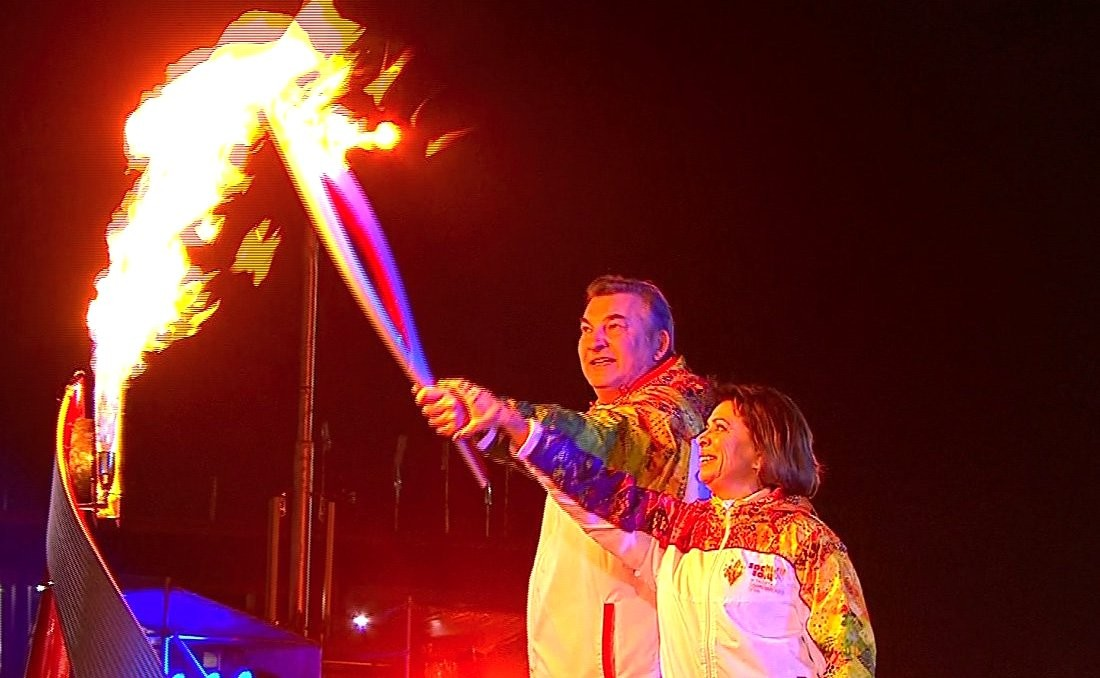
OS-elden i Sotji tändes av Irina Rodnina och Vladislav Tretiak.

Vladislav Aleksandrovitj Tretiak (ryska: Владисла́в Алекса́ндрович Третья́к, /tri'tjak/), född 25 april 1952 i Orudjevo, Moskva oblast, Sovjetunionen, är en rysk före detta ishockeymålvakt.
Tillsammans med Irina Rodnina tände Tretiak den olympiska elden på stadion vid invigningen av de olympiska vinterspelen 2014 i Sotji.

## Karriär
Vladislav Tretiak gjorde internationell mästerskapsdebut vid VM 1970 i Sverige som reservmålvakt bakom Viktor Konovalenko. I detta VM spelade han bland annat i matchen mot Tre Kronor, där det sovjetiska laget förlorade med 2-4.
Inför den så kallade "Summit Series" 1972 mot Kanadas NHL-proffs ansågs han till en början vara den svagaste länken i Sovjetunionens lag. Detta berodde bland annat på att en kanadensisk delegation sett honom släppa in åtta mål i en intern träningsmatch några veckor före seriematcherna. Vad den kanadensiska delegationen dock inte visste var att Tretiak hade firat ordentligt kvällen innan eftersom han skulle gifta sig följande dag. Väl i matchserien mot Kanada visade han andra takter och erhöll, trots sammanlagd förlust, världsstatus.
Samma år, 1972, vann Tretiak även sitt första av totalt tre olympiska guld under vinterspelen i Sapporo. Bland övriga meriter finns tio VM-guld mellan åren 1970 och 1983, seger i Canada Cup 1981 samt att som förste sovjetiske spelare bli invald i Hockey Hall of Fame 1989.
Han spelade 285 landskamper 1969–1984 och blev sovjetisk mästare 13 gånger med CSKA Moskva.
Som medborgare i det gamla Sovjetunionen fick Tretiak aldrig chansen att spela i NHL. Efter karriären blev han emellertid involverad i Chicago Blackhawks organisation som målvaktstränare, och fick där bland annat hjälpa blivande stormålvakter som Ed Belfour och Dominik Hašek.
I samband med VM 2008 utsågs Tretiak till en av spelarna i århundradets ishockeylag. De övriga spelarna var:
- Vjatjeslav Fetisov, back, Sovjetunionen
- Börje Salming, back, Sverige
- Valerij Charlamov, forward, Sovjetunionen
- Sergej Makarov, forward, Sovjetunionen
- Wayne Gretzky, forward, Kanada

Tillsammans med Stig Nilsson startade Vladislav Tretiak 1991 Tretjaks barnhemsutbyte, TBU, vars syfte är att bjuda in ryska barnhemsbarn till Sverige för vistelse i feriefamilj. 

## Meriter
- OS-guld – 1972, 1976, 1984[3]
- VM-guld – 1970, 1971, 1973, 1974, 1975, 1978, 1979, 1981, 1982, 1983
- Bästa VM-målvakt – 1974, 1979, 1981, 1983[3]
- All Start Team – 1975, 1979, 1983[3]